# El caballero Peregrino
El caballero Peregrino es un libro de caballerías español publicado en Cuenca en 1601. Escrito por fray Alonso de Soria, fraile agustino andaluz que era predicador en el convento de Nuestra Señora del Orito en Cuenca, es uno de los llamados libros de caballerías a lo divino o narraciones caballerescas espirituales, obras alegóricas que utilizaban la forma de los libros de caballerías para transmitir enseñanzas religiosas y morales.

## Preliminares
La obra, dividida en cinco libros, se publicó con el título de Historia y milicia cristiana del caballero Peregrino, conquistador de Cielo, y el subtítulo Metáfora y triunfo de cualquier santo, que peleando con los vicios, ganó la victoria. Contiene un largo prólogo en el cual Fray Alonso explica sus propósitos edificantes y las alegorías que contiene el libro. Fue dedicado por su autor a monseñor don Juan de Ribera, patriarca de Antioquía y arzobispo de Valencia, con fecha 1° de febrero de 1598. Obtuvo el privilegio real para su impresión el 5 de septiembre de 1598. 
Como solía ocurrir en general con los libros de caballerías a lo divino, la obra del fraile Soria al parecer no tuvo mucho éxito entre los lectores, ya que nunca fue reimpresa.

## Argumento
El libro primero relata el nacimiento en el desierto del caballero Peregrino y sus primeros años, hasta que encuentra la Casa del Desengaño, donde es informado suficientemente acerca de la fe cristiana y de los misterios de la Pasión de Cristo y es armado caballero. 
El libro segundo trata de las jerarquías de la Iglesia, como reflejo de la Jerusalén celestial, y de los sacramentos, a los cuales se aplican las virtudes teologales y cardinales, y se hace referencia al primer muro de la Casa del Desengaño, que contenía muchos misterios referentes a la fe.
El libro tercero trata de la doctrina de los mandamientos de Dios y de sus alcances, de las virtudes que los defienden y de los vicios que los desean derrocar, hasta llegar al séptimo alcázar de la Casa del Desengaño.
El libro cuarto se refiere a los tres últimos alcázares de la Casa del Desengaño, y de los vicios contrarios a ellos; de los siete caminos por los cuales van los pecadores de este mundo al infierno. Habla de la Casa del Olvido, que es la muerte de cada uno, justo o pecador; del martirio, muerte y resurrección del caballero Peregrino y del campo de la verdad, donde el hombre ve claramente la verdad de lo que creyó. El libro concluye con la llegada del caballero Peregrino a la casa de la Victoria y la descripción de lo que vio allí.
El libro quinto trata de la coronación del caballero Peregrino en la Casa de la Victoria, lo cual simboliza la alegría del justo liberado de sus enemigos y con certeza de su salvación, y da cuenta de su triunfo como resucitado en cuerpo glorioso. Posteriormente se narra su ascenso al cielo; se describe pormenorizadamente la gloria celestial y se desarrollan muchos otros temas conexos.
Como solía ocurrir en general con los libros de caballerías a lo divino, la obra del fraile  Soria al parecer no tuvo mucho éxito entre los lectores, ya que nunca fue reimpresa. 